# Az Amerikai fater epizódjainak listája (1-15. évad)
Ez a lap a Amerikai fater című animációs sorozat epizódjait mutatja be. A 2. epizódlista itt található.

## Évados áttekintés
| Évad | Évad | Epizódok | Eredeti sugárzás     | Eredeti sugárzás     | Eredeti televízióadó | Magyar sugárzás     | Magyar sugárzás            | Magyar televízióadó |
| Évad | Évad | Epizódok | Évadpremier          | Évadfinálé           | Eredeti televízióadó | Évadpremier         | Évadfinálé                 | Magyar televízióadó |
| ---- | ---- | -------- | -------------------- | -------------------- | -------------------- | ------------------- | -------------------------- | ------------------- |
|      | 1    | 7        | 2005. február 6.     | 2005. június 19.     |                      | 2009. március 2.    | 2009. március 12.          |                     |
|      | 2    | 16       | 2005. szeptember 11. | 2006. május 14.      | 2009. március 13.    | 2009. április 3.    |                            |                     |
|      | 3    | 19       | 2006. szeptember 10. | 2007. május 20.      | 2009. április 6.     | 2009. május 8.      |                            |                     |
|      | 4    | 16       | 2007. szeptember 30. | 2008. május 18.      | 2009. május 11.      | 2009. június 1.     |                            |                     |
|      | 5    | 20       | 2008. szeptember 28. | 2009. május 17.      | 2009. június 2.      | 2009. június 29.    |                            |                     |
|      | 6    | 18       | 2009. október 3.     | 2010. május 16.      | 2012. február 5.     | 2012. június 10.    |                            |                     |
|      | 7    | 19       | 2010. október 3.     | 2011. május 22.      | 2012. május 20.      | 2012. október 14.   |                            |                     |
|      | 8    | 18       | 2011. szeptember 25. | 2012. május 13.      | 2013. április 14.    | 2013. augusztus 23. |                            |                     |
|      | 9    | 19       | 2012. szeptember 30. | 2013. május 12.      | 2017. február 1.     | 2017. február 14.   |                            |                     |
|      | 10   | 20       | 2013. szeptember 29. | 2014. május 18.      | 2017. február 14.    | 2017. március 1.    |                            |                     |
|      | 11   | 3        | 2014. szeptember 14. | 2014. szeptember 21. | 2017. március 1.     | 2017. március 2.    |                            |                     |
|      | 12   | 15       | 2014. október 20.    | 2015. június 1.      |                      | 2017. március 3.    | 2017. március 13.          |                     |
|      | 13   | 22       | 2016. január 25.     | 2016. június 27.     | 2017. március 14.    | 2017. március 23.   |                            |                     |
|      | 14   | 22       | 2016. november 7.    | 2017. szeptember 11. | 2017. december 4.    | 2017. december 18.  |                            |                     |
|      | 15   | 22       | 2017. december 25.   | 2019. április 8.     | 2018. május 4.       | 2019. november 14.  |                            |                     |
|      | 16   | 22       | 2019. április 15.    | 2020. április 27.    | 2019. november 15.   | 2020. november 9.   | (1-20. rész) (21-22. rész) |                     |
|      | 17   | 22       | 2020. április 13.    | 2020. december 21.   | 2020. november 10.   | 2021. június 23.    |                            |                     |
|      | 18   | 22       | 2021. április 19.    | 2021. október 25.    | 2023. május 2.       | 2023. május 30.     |                            |                     |
|      | 19   | 22       | 2022. január 24.     | 2022. december 19.   | 2024. december 12.   | 2024. december 26.  |                            |                     |
|      | 20   | 22       | 2023. március 27.    | 2023. december 18.   | TBA                  | TBA                 |                            |                     |
|      | 21   | 22       | 2024. október 28.    | 2025. március 24.    | TBA                  | TBA                 | TBA                        |                     |
|      | 22   |          | 2026.                | 2026.                |                      | TBA                 | TBA                        | TBA                 |
|      | 23   |          | 2026.                | 2027.                | TBA                  | TBA                 | TBA                        |                     |
|      | 24   |          | 2027.                | 2028.                | TBA                  | TBA                 | TBA                        |                     |
|      | 25   |          | 2028.                | 2029.                | TBA                  | TBA                 | TBA                        |                     |

## 1. évad (2005)
| Sor. | Év. | Cím                                                    | Rendező                     | Író                                           | Premier                            | Nézettség    | Gyártási szám |
| --- | --- | ------------------------------------------------------ | --------------------------- | --------------------------------------------- | ---------------------------------- | ------------ | ------------- |
| 1. | 1.  | Bevezető (Pilot)                                       | Ron Hughart                 | Seth MacFarlane, Mike Barker és Matt Weitzman | 2005. február 6. 2009. március 2.  | 15,10 millió | 101           |
| Steve nem tud magának barátnőt szerezni, ezért apja, Stan úgy dönt hatalmat ad neki azzal, hogy iskola elnökké nevezi ki. Hamar kiderül, hogy a kiszemeltjét még így sem Steve, hanem csak a hatalma érdekli.                          |     |                                                        |                             |                                               |                                    |              |               |
| 2. | 2.  | Karanténban (Threat Levels)                            | Brent Woods                 | David Zuckerman                               | 2005. május 1. 2009. március 3.    | 9,47 millió  | 102           |
| Miután túléltek egy vírusfertőzést, Francine úgy dönt munkát vállal. Ám állása túlságosan is bejön így Stan attól fél elveszti vezető szerepét a házban.                                                                               |     |                                                        |                             |                                               |                                    |              |               |
| 3. | 3.  | Stan mindent jobban tud (Stan Knows Best)              | Pam Cooke                   | Mike Barker és Matt Weitzman                  | 2005. május 8. 2009. március 4.    | 8,23 millió  | 103           |
| Hayley elköltözik otthonról, hogy új barátjával éljen. Mivel apja egyre inkább megvonja tőle a támogatást, munkába kell állnia. Közben Steve Roger segítségével próbál barátnőt találni.                                               |     |                                                        |                             |                                               |                                    |              |               |
| 4. | 4.  | Francine Flashbackje (Francine's Flashback)            | Caleb Meurer és Brent Woods | Rick Wiener és Kenny Schwartz                 | 2005. május 15. 2009. március 5.   | 7,84 millió  | 104           |
| Elérkezett Francine és Stan évfordulója, ám Stan a nagy horgászat közben teljesen elfelejti. Nem marad más választása, mint kitörölni Francine memóriáját, ám 24 óra helyett 24 évet törölnek ki.                                      |     |                                                        |                             |                                               |                                    |              |               |
| 5. | 5.  | Roger haver (Roger Codger)                             | Albert Calleros             | Dan Vebber                                    | 2005. június 5. 2009. március 6.   | 6,09 millió  | 105           |
| Stannak vetélytársa akad a CIA-nál, ezért úgy dönt a főnökét meghívja egy vacsorára. A vacsora nem sikerül jól, mivel Roger nem akar a padláson maradni. Egy stresszroham után hibernált állapotba kerül és a család azt hiszi halott. |     |                                                        |                             |                                               |                                    |              |               |
| 6. | 6.  | Irán haza (Homeland Insecurity)                        | Rodney Clouden              | Neal Boushell és Sam O'Neal                   | 2005. június 12. 2009. március 9.  | 6,85 millió  | 106           |
| Stan tudomást szerez róla, hogy új szomszédai irániak, ezért azonnal letartóztatja, és a saját kertjében tarja fogva őket. Közben Roger arra próbál rájönni van-e valamilyen különleges képessége.                                     |     |                                                        |                             |                                               |                                    |              |               |
| 7. | 7.  | Diakónus Stan, Steve terhesen (Deacon Stan, Jesus Man) | John Aoshima                | Nahnatchka Khan                               | 2005. június 19. 2009. március 12. | 6,55 millió  | 107           |
| Stan jelöltetti magát a diakónus választáson, de ellenfele Chuck White folyton megnehezíti a dolgát. Közben Roger szaporodási fázison megy keresztül, aminek Steve tapasztalja meg a következményeit.                                  |     |                                                        |                             |                                               |                                    |              |               |

## 2. évad (2005–2006)
| Sor. | Év. | Cím                                                                               | Rendező         | Író                          | Premier                                | Nézettség   | Gyártási szám |
| --- | --- | --------------------------------------------------------------------------------- | --------------- | ---------------------------- | -------------------------------------- | ----------- | ------------- |
| 8. | 1.  | Bulvárok Stannek (Bullocks To Stan)                                               | Brent Woods     | Alison McDonald              | 2005. szeptember 11. 2009. március 13. | 7,83 millió | 201           |
| Stan a helyettesi munkára pályázik a CIA-nél, de hamarosan rádöbben, hogy a főnökének és lányának viszonya van egymással. Ám mivel a kinevezése függ ettől, úgy dönt elfogadja a kapcsolatot, egyelőre.                                                                                     |     |                                                                                   |                 |                              |                                        |             |               |
| 9. | 2.  | Egy Smith a kézben (A Smith in The Hand)                                          | Pam Cooke       | David Hemingson              | 2005. szeptember 18. 2009. március 16. | 8,60 millió | 202           |
| Stevenek szexuális felvilágosító órája lesz, ám Stan nem akarja elengedni. Miután beszélt az iskolaigazgatóval ő maga megy be megtartani a felvilágosítást, de megtiltja hogy egyáltalán nemi életet éljen.                                                                                 |     |                                                                                   |                 |                              |                                        |             |               |
| 10. | 3.  | Mindent Steve-ről (All About Steve)                                               | Mike Kim        | Chris McKenna & Matt McKenna | 2005. szeptember 25. 2009. március 17. | 7,63 millió | 203           |
| Stan rájön, hogy fia mégsem az a sportos, erős gyerek akinek hitte, és ezért gyíknak hívja. A softball meccsre sem vele megy el, ám hamarosan pattanások jelennek meg az arcán, fogszabályzója lesz és megtanulja milyen is lehet igazi gyíknak lenni.                                      |     |                                                                                   |                 |                              |                                        |             |               |
| 11. | 4.  | Trón örökös (Con Heir)                                                            | Albert Calleros | Steve Hely                   | 2005. október 2. 2009. március 18.     | 7,43 millió | 204           |
| Miután apja meghal Stan rájön, hogy talán nem is ő volt az igazi apja, hanem inkább egy mesterkém. Közben Steve elmegy az ál-nagyapja egyik idősebb barátjával. |     |                                                                                   |                 |                              |                                        |             |               |
| 12. | 5.  | Stan Arábiában: 1. rész (Stan of Arabia: Part 1)                                  | Rodney Clouden  | Nanhatchka Khan              | 2005. november 6. 2009. március 19.    | 7,30 millió | 205           |
| Stan szörnyen elrontotta főnöke buliját, ezért Szaúd-Arábiába küldik családjával. Miközben családja megjárja a poklot, Stan úgy véli nem is olyan rossz ez a társadalom, ahol így lealacsonyítják a nőket.                                                                                  |     |                                                                                   |                 |                              |                                        |             |               |
| 13. | 6.  | Stan Arábiában: 2. rész (Stan of Arabia: Part 2)                                  | Anthony Lioi    | Carter Bays & Craig Thomas   | 2005. november 13. 2009. március 20.   | 7,74 millió | 206           |
| Stan lemondott az állampolgárságáról, ám a családja inkább vissza akar költözni Amerikába, mivel a nőket itt halálra kövezik. Eközben Roger egy arab királynőhöz kerül. |     |                                                                                   |                 |                              |                                        |             |               |
| 14. | 7.  | Stanny, szerezd meg a fegyvert (Stannie Get Your Gun)                             | John Aoshima    | Brian Boyle                  | 2005. november 20. 2009. március 23.   | 8,19 millió | 207           |
| Stannek rögeszméjévé váltak a fegyverek ezért összevesztek Hayleyvel. Steve és Roger összevesznek bosszúból pedig elhiteti hogy Steve-t adoptálták. |     |                                                                                   |                 |                              |                                        |             |               |
| 15. | 8.  | Star Trek (Star Trek)                                                             | Mike Kim        | Chris McKenna & Matt McKenna | 2005. november 27. 2009. március 24.   | 8,80 millió | 208           |
| Steve írt egy regényt Rogerről, és híressé vált, ezért a szüleik megpróbálják minél jobban kiaknázni ezt a lehetőséget. Közben Roger megpróbál végezni Steve-vel. |     |                                                                                   |                 |                              |                                        |             |               |
| 16. | 9.  | Nem különösebben kétségbeesett háziasszony (Not Particularly Desperate Housewife) | Brent Woods     | Dan Vebber                   | 2005. december 18. 2009. március 25.   | 7,84 millió | 209           |
| Francine megpróbál csatlakozni egy szervezethez, ahol úgy érzi elismerik őt. Eközben Roger és Stan egy kiskutya figyelméért harcol, és Hayley bezárja Steve-et és Klaus-t a szekrénybe. |     |                                                                                   |                 |                              |                                        |             |               |
| 17. | 10. | Durva kereskedés (Rough Trade)                                                    | Pam Cooke       | David Zuckerman              | 2006. január 8. 2009. március 26.      | 6,90 millió | 210           |
| Stan elkezd csövesként viselkedni, de eközben becsukta az alagsorba a majmokat, készít róla erotikus képet Steve-ről. Roger pedig autókereskedőnél dolgozott és kirugtak, emiatt Stan-t letartózatják és becsuktak a börtönbe, Stan helyett autókereskedőben dolgozó Roger társát lecsuták. |     |                                                                                   |                 |                              |                                        |             |               |
| 18. | 11. | Pénzügyek a farkasokkal (Finances with Wolves)                                    | Albert Calleros | Neal Boushell & Sam O'Neal   | 2006. január 29. 2009. március 27.     | 8,23 millió | 211           |
| Francine a bevásárló központba szeretne nyitni egy muffin boltot, de Stan nem támogatja kezdő tőkével. Klaus emberi testet öltve akarja meghódítani Francinet. Hayley csatlakozik a tüntető zöldekhez, Steve pedig vérfarkasnak hiszi magát.                                                |     |                                                                                   |                 |                              |                                        |             |               |
| 19. | 12. | Királynőnek lenni jó (It's Good to Be the Queen)                                  | Rodney Clouden  | Alison McDonald              | 2006. február 26. 2009. március 30.    | 7,70 millió | 212           |
| Stannek rossz emlékei vannak gimnáziumi éveiből, mivel nem táncolhatott a bálkirálynővel. De mivel felesége éppenséggel szintén egy bálkirálynő volt, úgy dönt most bepótolja. Kiderül időközben, hogy a szavazás hibás volt.                                                               |     |                                                                                   |                 |                              |                                        |             |               |
| 20. | 13. | Roger meg én (Roger 'n' Me)                                                       | Anthony Lioi    | Rick Wiener & Kenny Schwartz | 2006. április 23. 2009. március 31.    | 7,34 millió | 213           |
| Roger és Stan legjobb barátokká válnak Atlantic Cityben, ám egy olyan szinten, ami Stannek nagyon furcsa, ezért úgy dönt megszabadul ettől az állapottól. Közben Hayley és Steve egy párt akarnak szétválasztani.                                                                           |     |                                                                                   |                 |                              |                                        |             |               |
| 21. | 14. | Segíts Handisnek (Helping Handis)                                                 | Caleb Meurer    | Nahnatchka Khan              | 2006. április 30. 2009. április 1.     | 6,51 millió | 214           |
| Stan közkedvelté akarja tenni Steve-t és kétségbeesésében nem lát más módszert, mint hogy szteroidokat adjon neki. Eközben Francine új karrierbe kezd, mint sebész. |     |                                                                                   |                 |                              |                                        |             |               |
| 22. | 15. | Olyan barátokkal, mint Steve (With Friends Like Steve's)                          | John Aoshima    | Erik Durbin                  | 2006. május 7. 2009. április 2.        | 6,60 millió | 215           |
| Mivel Steve semmilyen érdeklődést nem mutat apja munkája irányt, Stan úgy dönt lecseréli őt Barry-re, Steve kövér barátjára. |     |                                                                                   |                 |                              |                                        |             |               |
| 23. | 16. | Clooney könnyei (Tears of a Clooney)                                              | Brent Woods     | Chris McKenna & Matt McKenna | 2006. május 14. 2009. április 3.       | 6,86 millió | 216           |
| Francine meg akarja keseríteni George Clooney életét, elutazik Stannal, hogy végrehajtsa a tervét. Roger közben árva gyerekeket dolgozat a házukban. A dolgok nem mennek terv szerint, mert Stan szoros barátságot köt Clooney-val.                                                         |     |                                                                                   |                 |                              |                                        |             |               |

## 3. évad (2006–2007)
| Sor. | Év. | Cím                                                                              | Rendező                   | Író                                            | Premier                                | Nézettség   | Gyártási szám |
| --- | --- | -------------------------------------------------------------------------------- | ------------------------- | ---------------------------------------------- | -------------------------------------- | ----------- | ------------- |
| 24. | 1.  | Tábor (Camp Refoogee)                                                            | Albert Calleros           | Josh Bycel és Jonathan Fener                   | 2006. szeptember 10. 2009. április 6.  | 8,93 millió | 301           |
| Stan nyári táborba akarja küldeni Stevet mindenáron, azonban véletlenül egy menekülttáborba küldi Afrikába. Miután a Stan rájön mit tett elmegy ő is Afrikába. Idővel Steve kezdi megkedvelni a tábort, hála apjának. Eközben Roger és Francine szerepjátékot játszik. |     |                                                                                  |                           |                                                |                                        |             |               |
| 25. | 2.  | Az Amerikai fater iskolai Spec (The American Dad After School Special)           | Pam Cooke                 | Dan Vebber                                     | 2006. szeptember 17. 2009. április 9.  | 7,71 millió | 302           |
| Steve-nek új barátnője lesz, de Stan el akarja választani tőle, mivel a lány kissé túlsúlyos. Stan rájönn, hogy ő is kövér ezért betegesen elkezd fogyókúrázni, amitől anorexiás lesz.                                                                                 |     |                                                                                  |                           |                                                |                                        |             |               |
| 26. | 3.  | A hiba nem gyárilag telepített opció (Failure is Not a Factory-Installed Option) | Rodney Clouden            | Etan Cohen                                     | 2006. szeptember 24. 2009. április 10. | 8,36 millió | 303           |
| CIA-nál Stan vallat egy terroristát, és sikeresen megtudja tőle mire készül. Később az autókereskedésben több alkalommal átverik őt, ezért bosszút tervel ki. A családja közben teljesen elszegényedik mivel Stan hosszú időre eltűnik.                                |     |                                                                                  |                           |                                                |                                        |             |               |
| 27. | 4.  | Lincoln szerető (Lincoln Lover)                                                  | Brent Woods               | Rick Wiener, Kenny Schwartz és Nahnatchka Khan | 2006. november 5. 2009. április 13.    | 7,71 millió | 304           |
| Stan célja, hogy ő tarthassa a beszédet a Republikánusok Országos Gyűlésén, de természetesen nem őt választják ki. Stan a melegekhez fordul segítségért és csatlakozik a társaságukhoz.                                                                                |     |                                                                                  |                           |                                                |                                        |             |               |
| 28. | 5.  | A kocsik veszélyesek (Dungeons and Wagons)                                       | Kurt Dumas & Anthony Lioi | Michael Shipley és Jim Bernstein               | 2006. november 12. 2009. április 16.   | 8,48 millió | 305           |
| Francine unalmasnak tartja az életét mivel nincs már kihívás, ezért Stan beáll utcai autóversenyzőnek. Steve és barátai folyamatosan egy videójátékkal játszanak megállás nélkül amibe Hayley is beszáll, miután szakít barátjával.                                    |     |                                                                                  |                           |                                                |                                        |             |               |
| 29. | 6.  | Jeges, jeges bébi (Iced, Iced Babies)                                            | Caleb Meurer              | Steve Hely                                     | 2006. november 19. 2009. április 17.   | 8,24 millió | 306           |
| Stan nem akar gyereket már, de Francine mindennél jobban szeretne egyet. Stan elmegy egy ondó vezeték elkötésre, hogy biztosra menjen. Roger egyetemi professzor lesz ott, ahol Hayley diák és emiatt problémák lesznek.                                               |     |                                                                                  |                           |                                                |                                        |             |               |
| 30. | 7.  | Roger meg én (Of Ice and Men)                                                    | John Aoshima              | Brian Boyle                                    | 2006. november 26. 2009. április 20.   | 8,76 millió | 307           |
| Stan télen titokban műkorcsolyázó lesz, amire Francine is rájön. Steve és barátai egy távcső helyett orosz kurvát kapnak a csomagküldőtől. Roger és Stan a korcsolya versenyre készül, amin végül nem együtt vesznek részt.                                            |     |                                                                                  |                           |                                                |                                        |             |               |
| 31. | 8.  | Steve-t leszámítva (Irregarding Steve)                                           | Pam Cooke                 | Chris McKenna és Matt McKenna                  | 2006. december 10. 2009. április 21.   | 7,11 millió | 308           |
| Steve és Roger elutazik New Yorkba, hogy pénzt keressenek. A család pedig azt hiszi hogy meghaltak, ezért a Steve-re szánt pénzt elköltik. Persze a történetbe belekerül egy mókus család is, akik a kertben élnek.                                                    |     |                                                                                  |                           |                                                |                                        |             |               |
| 32. | 9.  | Steve barátai mellett (The Best Christmas Story Never Told)                      | Albert Calleros           | Brian Boyle                                    | 2006. december 17. 2009. április 22.   | 7,70 millió | 309           |
| Karácsony napja van, Stan Jane Fonda-t okolja az ünnep megváltozásáért. Este meglátogatja a karácsony szelleme és vissza utazik vele a 70-es évekbe. Stannak az a célja, hogy megölje Jane Fondaát, mert akkor helyre áll a karácsony.                                 |     |                                                                                  |                           |                                                |                                        |             |               |
| 33. | 10. | Bush vacsorázni jön (Bush Comes to Dinner)                                       | Mike Kim                  | Mike Barker és Matt Weitzman                   | 2007. január 7. 2009. április 23.      | 9,12 millió | 310           |
| Stan esszét ír Bush elnöknek, hogy az ő házába menjen látogatásba. Az esszéje nem lesz a legjobb, de mégis hozzá megy az elnök. Hayley folyamatosan ki akar szúrni az elnökkel, aki elkezd inni és érdekes dolgokat csinál.                                            |     |                                                                                  |                           |                                                |                                        |             |               |
| 34. | 11. | Az amerikai álom (American Dream Factory)                                        | Rodney Clouden            | Nahnatchka Khan                                | 2007. január 28. 2009. április 24.     | 7,49 millió | 311           |
| Stan vállalkozó lesz, és plüss macikat készít az ünnepekre. Mivel nem készülnek el időre, mexikói segédmunkásokat alkalmaz. Steve rock bandát alapít, ahova Roger is belép mint dobos.                                                                                 |     |                                                                                  |                           |                                                |                                        |             |               |
| 35. | 12. | A bántalmazó (A.T. The Abusive Terrestrial)                                      | Joe Daniello              | Dan Vebber                                     | 2007. február 11. 2009. április 27.    | 6,60 millió | 312           |
| Stan és Francine a Mr.Pibb üdítő reklámarca lesz, a küldetésük alatt rengeteg érdekes dolgot csinálnak meg azért, hogy a gyár a régi maradjon. Roger új barátot talál Steve helyett, aki nem bánik vele barátian.                                                      |     |                                                                                  |                           |                                                |                                        |             |               |
| 36. | 13. | A fekete rejtély hónapja (Black Mystery Month)                                   | Brent Woods               | Laura McCreary                                 | 2007. február 18. 2009. április 29.    | 7,06 millió | 313           |
| Steve az iskolai előadására a mogyoróvajról készít beszámolót, de a kutatás alatt egy nagy titokra derül fény. Stan segíti a fiát a nyomozásban, de a végén kiderül, hogy az egész egy csapda volt.                                                                    |     |                                                                                  |                           |                                                |                                        |             |               |
| 37. | 14. | Felejthetetlen apokalipszis (An Apocalypse to Remember)                          | John Aoshima              | Erik Durbin                                    | 2007. március 25. 2009. április 30.    | 6,64 millió | 314           |
| A CIA-nál katasztrófa próba van, Stan későn ér oda, ezért azt hiszi valódi és a családját az erdőbe viszi. Roger zsidónak adja ki magát és házasságot köt, persze nem megy minden olyan egyszerűen.                                                                    |     |                                                                                  |                           |                                                |                                        |             |               |
| 38. | 15. | Négy kis szó (Four Little Words)                                                 | Caleb Meurer              | David Zuckerman                                | 2007. április 1. 2009. május 1.        | 5,94 millió | 315           |
| Stan főnökének problémái vannak, mivel már régóta nem volt nővel, ezért összehozzák őt eggyel. A randi nem sikerül tökéletesen és Stan-nak kell megoldani a problémát. Roger Kevin Baconnek adja ki magát és mindenhol zűrzavart okoz.                                 |     |                                                                                  |                           |                                                |                                        |             |               |
| 39. | 16. | Amikor egy Stan szeret egy nőt (When a Stan Loves a Woman)                       | Rodney Clouden            | Rick Wiener és Kenny Schwartz                  | 2007. április 29. 2009. május 4.       | 6,71 millió | 316           |
| Stan-nak problémai vannak az ágyban, Francine régi múltja miatt. Megegyeznek, hogy egy ideig el válnak, hogy Stan kipróbálhassa az agglegény életet újra. Roger addig kurvákat futtat, míg Steve napok óta csak energiaitalt iszik.                                    |     |                                                                                  |                           |                                                |                                        |             |               |
| 40. | 17. | Stant ki nem állhatják (I Can't Stan You)                                        | Pam Cooke                 | Michael Shipley és Jim Bernstein               | 2007. május 6. 2009. május 6.          | 6,31 millió | 317           |
| A szomszédok kibeszélik Stan-t a háta mögött, ezért megpróbál kedveskedni nekik, de nem jár sikerrel. Roger és Steve álbaleseteket rendez a pénz miatt. |     |                                                                                  |                           |                                                |                                        |             |               |
| 41. | 18. | A káprázatos Steve (The Magnificent Steven)                                      | Mike Kim                  | Steve Hely                                     | 2007. május 13. 2009. május 7.         | 5,67 millió | 318           |
| Stan látta Steve testnevelés óráját és úgy gondolta, hogy meg kell edzeni őket. Roger beleszeret Hayley-be, Francine irigykedni kezd a lányára és komoly versengés alakul ki.                                                                                          |     |                                                                                  |                           |                                                |                                        |             |               |
| 42. | 19. | Közös felügyelet (Joint Custody)                                                 | Joe Daniello              | Keith Heisler                                  | 2007. május 20. 2009. május 8.         | 7,62 millió | 319           |
| Hayley barátja a házuk előtt lakik a lakókocsiban, ezt Stan nem hagyja és nyomozni kezd a fiú után. Rájön, hogy régen lebukott kábítószer csempészéssel, ezért megpróbálja elvinni a rendőrségre. Roger is elindul a fiú után mint fejvadász.                          |     |                                                                                  |                           |                                                |                                        |             |               |

## 4. évad (2007–2008)
| Sor. | Év. | Cím                                                                        | Rendező         | Író                           | Premier                              | Nézettség   | Gyártási szám |
| --- | --- | -------------------------------------------------------------------------- | --------------- | ----------------------------- | ------------------------------------ | ----------- | ------------- |
| 43. | 1.  | A Smith család nyaralni megy (The Vacation Goo)                            | Albert Calleros | Josh Bycel és Jonathan Fener  | 2007. szeptember 30. 2009. május 11. | 6,07 millió | 401           |
| A Smith család nyaralásra készül, de azt nem tudják, hogy Stan minden alkalommal egy szimuláció gépbe teszi őket. Véletlenül rájönnek Stan trükkjére és Francine valódi nyaralást akar, ami sikerül is.                                              |     |                                                                            |                 |                               |                                      |             |               |
| 44. | 2.  | Parkolóőr (Meter Made)                                                     | Bob Bowen       | Dan Vebber                    | 2007. október 7. 2009. május 12.     | 6,29 millió | 402           |
| Francine kezdi megunni, hogy Stant semmibe veszik, ezért Stan olyan munkát keress ahol nagyobb hatalma van. Közben Roger aktot készít Haylye-ről, amit nagy árverésre bocsátanak.                                                                    |     |                                                                            |                 |                               |                                      |             |               |
| 45. | 3.  | Kábítószer és hit (Dope & Faith)                                           | Caleb Meurer    | Michael Shipley               | 2007. október 14. 2009. május 13.    | 6,20 millió | 403           |
| Stan rájön, hogy nincsenek barátai és nem tud a családja nélkül kikapcsolódni. Talál maga mellé egy megfelelő barátot, akit teljesen tönkre is tesz. Roger és Steve hatalmas bajba keveredik egy kis kokain miatt.                                   |     |                                                                            |                 |                               |                                      |             |               |
| 46. | 4.  | Nagy baj a kis Langleyben (Big Trouble in Little Langley)                  | John Aoshima    | Rick Wiener és Kenny Schwartz | 2007. november 4. 2009. május 14.    | 7,08 millió | 404           |
| Francine ázsiai szülei látogatóba érkeznek és teljesen felkavarják az életüket. Stan dühében megkeresi Francine valódi szüleit. Steve a tűzijátékok miatt csúnyán megsebesül.                                                                        |     |                                                                            |                 |                               |                                      |             |               |
| 47. | 5.  | Haylias (Haylias)                                                          | Brent Woods     | David Zuckerman               | 2007. november 11. 2009. május 15.   | 7,77 millió | 405           |
| Hayley úgy dönt elutazik Párizsba és új életet kezd, de Stan ezt nem hagyja neki és beindítja Hayley-n az "agymosást". Steve és Roger közben elkezd versengeni, hogy ki az eredetibb nyomozó.                                                        |     |                                                                            |                 |                               |                                      |             |               |
| 48. | 6.  | 42 éves szűz (The 42-Year-Old Virgin)                                      | Pam Cooke       | Nahnatchka Khan               | 2007. november 18. 2009. május 18.   | 8,12 millió | 406           |
| Stan munkája során elkövet egy gyilkosságot, legalábbis mindenki azt gondolja. Kiderül, hogy Stan nem ölt még meg senkit és ezért a barátai és Roger csúnyán beégetik.                                                                               |     |                                                                            |                 |                               |                                      |             |               |
| 49. | 7.  | Béranya (Surro-Gate)                                                       | Tim Parsons     | Erik Durbin                   | 2007. december 2. 2009. május 19.    | 5,67 millió | 407           |
| A két meleg a szomszédból gyereket akar, persze ezt Stan nem hagyja. Francine elvállalja hogy kihordja a gyereküket, de nem fog minden olyan simán menni mint azt Francine gondolja.                                                                 |     |                                                                            |                 |                               |                                      |             |               |
| 50. | 8.  | A legmegfelelőbb karácsony (The Most Adequate Christmas Ever)              | John Aoshima    | Jim Bernstein                 | 2007. december 16. 2009. május 20.   | 7,17 millió | 408           |
| Karácsony este van Stan hazaér és lehordja a családot a díszítés miatt. Elindulnak késő este az erdőbe karácsonyfát keresni, de Stant súlyos baleset éri és meghal.                                                                                  |     |                                                                            |                 |                               |                                      |             |               |
| 51. | 9.  | Franny 911 (Frannie 911)                                                   | Joe Daniello    | Brian Boyle                   | 2008. január 6. 2009. május 21.      | 5,19 millió | 409           |
| Roger és Stan összevesznek, emiatt Roger teljesen kiborul. Francine sajnálja Rogert és mindenben mellette áll. Roger megváltozik és kedves lesz, de ennek ára van!                                                                                   |     |                                                                            |                 |                               |                                      |             |               |
| 52. | 10. | Könnyfakasztó (Tearjerker)                                                 | Albert Calleros | Jonathan Fener                | 2008. január 13. 2009. május 22.     | 8,62 millió | 410           |
| Ez egy különleges James Bond paródia, amiben Stan a CIA-ügynök, Francine a szexi liba, Steve és Hayley a mellékszál, Klaus a nagy sztár és Roger a főgonosz.                                                                                         |     |                                                                            |                 |                               |                                      |             |               |
| 53. | 11. | Ödipuszi bugyi (Oedipal Panties)                                           | Rodney Clouden  | David Hemingson               | 2008. január 27. 2009. május 25.     | 6,13 millió | 411           |
| Stan nagyon kötődik az anyához és ez Francine-nek nem nagyon tetszik, ezért Rogerrel elkezd nyomozni Stan édesanyja után és érdekes dologra derül fény...                                                                                            |     |                                                                            |                 |                               |                                      |             |               |
| 54. | 12. | Özvegycsináló (Widowmaker)                                                 | Bob Bowen       | Keith Heisler                 | 2008. február 17. 2009. május 26.    | 5,35 millió | 412           |
| Stan egy küldetése során megöli Francine legjobb barátnőjének a férjét, persze ezt eltitkolja. Francine mérges Stanre mert semmit nem mond el neki, de egyszer hirtelen Stan megváltozik, és teljesen kinyílik Francine előtt.                       |     |                                                                            |                 |                               |                                      |             |               |
| 55. | 13. | Vörös októberi égbolt (Red October Sky)                                    | Caleb Meurer    | Steve Hely                    | 2008. április 27. 2009. május 27.    | 6,76 millió | 413           |
| A CIA régen keresett egy orosz kommunistát, és elvesztette a nyomát, de Stan megtalálja mivel a szomszédukba költözik. Steve-et teljesen a átállítja a saját oldalára, mint kommunistát. Stan nem hagyja a fiát és kialakul egy érdekes versengés.   |     |                                                                            |                 |                               |                                      |             |               |
| 56. | 14. | Hivatali Űrhajós (Office Spaceman)                                         | Brent Woods     | Laura McCreary                | 2008. május 4. 2009. május 28.       | 6,28 millió | 414           |
| Rogert lefényképezte egy fotós és a CIA nyomozást indít az űrlény ellen. Roger mint fényképész csinál saját magáról képeket. Stan ezt az egészet nem hagyja Rogernek és a végén elég nagy zűr lesz belőle.                                           |     |                                                                            |                 |                               |                                      |             |               |
| 57. | 15. | A legenda Ollie aranyáról (Stanny Slickers II: The Legend of Ollie's Gold) | Pam Cooke       | Erik Sommers                  | 2008. május 11. 2009. május 29.      | 5,67 millió | 415           |
| Stan egy kocsi balesetben rövid ideig halott volt, de miután magához tért rájött, hogy ha meghal senki nem fog rá emlékezni. Elkezd a házában arany után kutatni, közben Steve és Halley kihasználják az alkalmat, hogy apjuk nem foglalkozik velük. |     |                                                                            |                 |                               |                                      |             |               |
| 58. | 16. | Tavaszi szakítás (Spring Breakup)                                          | Albert Calleros | Nahnatchka Khan               | 2008. május 18. 2009. június 1.      | 5,64 millió | 416           |
| Francine elutazik otthonról, Roger „Scotch Bingington”-nak adja ki magát és megrendezi a házukban a tavaszi szünet fesztivált. Stan összebarátkozik egy fiatal egyetemistával, Steve pedig meghódítja Carmen Selectra-t.                             |     |                                                                            |                 |                               |                                      |             |               |

## 5. évad (2008–2009)
| Sor. | Év. | Cím                                                   | Rendező                 | Író                              | Premier                              | Nézettség   | Gyártási szám |
| --- | --- | ----------------------------------------------------- | ----------------------- | -------------------------------- | ------------------------------------ | ----------- | ------------- |
| 59. | 1.  | 1600 gyertya (1600 Candles)                           | Caleb Meurer            | Rick Wiener és Kenny Schwartz    | 2008. szeptember 28. 2009. június 2. | 6,89 millió | 501           |
| Roger 1600 éves lesz és mindennél jobban várja a szülinapi bulit, de Steve állandóan felkelti magára a figyelmet, mivel pubi lett. Stan és Francine a fiukon kísérleteznek, hogy átlépje a pubertás korszakot. |     |                                                       |                         |                                  |                                      |             |               |
| 60. | 2.  | Az igazi (The One That Got Away)                      | Tim Parsons             | Chris McKenna és Matt McKenna    | 2008. október 5. 2009. június 3.     | 6,86 millió | 502           |
| Rogerre mindenki ideges, mert állandóan felforgatja az egész családot. Rogernek mint kiderül tudathasadása van, amire csak idővel jön rá. Mindent megtesz majd, hogy a másik alakját tönkretegye, persze ez nem lesz olyan egyszerű. |     |                                                       |                         |                                  |                                      |             |               |
| 61. | 3.  | Egy apró szó (One Little Word)                        | Rodney Clouden          | David Zuckerman                  | 2008. október 19. 2009. június 4.    | 6,63 millió | 503           |
| Stan főnöke egyedül él és neveli a kis lányát. Francine elvállalja a gyerek felügyeletét, de ez több alkalommal is előfordul. Stan megkeresi a főnöke feleségét és visszahozza neki, de a dolgok csak rosszabbak lesznek. |     |                                                       |                         |                                  |                                      |             |               |
| 62. | 4.  | Válogatós feleségek (Choosy Wives Choose Smith)       | Joe Daniello            | Matt Fusfeld és Alex Cuthbertson | 2008. november 2. 2009. június 5.    | 7,09 millió | 504           |
| Stan megkeresi Francine volt jegyesét, hogy bemutassa neki. A probléma ott kezdődik, hogy a régi férje nagyon jó képű és Stan féltékeny lesz rá. A dolgok egyre jobban kezdenek elfajulni a versengés közben. |     |                                                       |                         |                                  |                                      |             |               |
| 63. | 5.  | Menekülés Pearl Bailey-ből (Escape from Pearl Bailey) | Bob Bowen               | Dan Vebber                       | 2008. november 9. 2009. június 8.    | 6,54 millió | 505           |
| Steve barátnője jelölteti magát a diák választáson, de természetesen nem jár sikerrel, mert Lisa és a barátnői megnyerik a szavazást. Steve bosszút áll Lisán és a többieken, de a végén az egész iskola ellenük fordul. |     |                                                       |                         |                                  |                                      |             |               |
| 64. | 6.  | Dupla zsákmány (Pulling Double Booty)                 | John Aoshima            | Brian Boyle                      | 2008. november 16. 2009. június 9.   | 6,76 millió | 506           |
| Hayley szakít a pasijával és teljesen őrült lesz. Stan klónozza magát, hogy tökéletes pasija legyen Hayley-nek, a dolgok jól mennek mindaddig, amíg a klón nem mozdul rá Francine-re. Az utolsó randin Stan megy el Hayley-vel egy teljes hétvégére.                                                                                    |     |                                                       |                         |                                  |                                      |             |               |
| 65. | 7.  | A telethon fantomja (Phantom of the Telethon)         | Brent Woods             | Mike Barker és Matt Weitzman     | 2008. november 30. 2009. június 10.  | 5,56 millió | 507           |
| Stan egy nagy pénzgyűjtésbe kezd, hogy a CIA-nak legyen saját vallató eszköze. Roger minden áron próbálja megakadályozni Stan műsorát, mivel ellopta az ötletét. |     |                                                       |                         |                                  |                                      |             |               |
| 66. | 8.  | Chimdale (Chimdale)                                   | Pam Cooke és Jansen Yee | Keith Heisler                    | 2009. január 25. 2009. június 11.    | 5,72 millió | 508           |
| Steve tudomást szerez róla, hogy gerincferdülése van. Az orvos egy igen feltűnő gyógymódot javasol Steve-nek, ezért az iskolába mindenki kiközösíti. Stan-ről közben kiderül, hogy van egy titka az egész család előtt mégpedig, hogy kopasz.                                                                                           |     |                                                       |                         |                                  |                                      |             |               |
| 67. | 9.  | Stanidő (Stan Time)                                   | Joe Daniello            | Jonathan Fener                   | 2009. február 8. 2009. június 12.    | 4,60 millió | 509           |
| Stan kap az egyik munkatársától egy tablettát, amitől tele lesz energiával. Roger és Steve közben pornóforgatókönyvet ír persze nem nagy sikerrel. Francine is hasznát veszi Stan tablettáinak és egy nagy felfedezésre tesz szert. |     |                                                       |                         |                                  |                                      |             |               |
| 68. | 10. | Családi ügy (Family Affair)                           | Tim Parsons             | Erik Durbin                      | 2009. február 15. 2009. június 15.   | 5,88 millió | 510           |
| Roger nem vesz részt a családi programokon, ez nem tetszik a Smith családnak. Egyszer véletlenül észreveszik miközben Roger egy másik családdal van. Roger ígéretet tesz, hogy nem megy más családokhoz, de ezt nem tudja megállni. |     |                                                       |                         |                                  |                                      |             |               |
| 69. | 11. | Élni és sütni hagyni (Live and Let Fry)               | Albert Calleros         | Laura McCreary                   | 2009. március 1. 2009. június 16.    | 5,66 millió | 511           |
| Betiltják Langley Falls-ban a telített zsírsavat, de Stan nem tartja be a törvényt és illegálisan vásárol. A belső ügyosztály nyomozni kezd Stan után, ezért Steve-t bízza meg a csempészéssel. |     |                                                       |                         |                                  |                                      |             |               |
| 70. | 12. | Roy Rogers McFreely (Roy Rogers McFreely)             | Bob Bowen               | Brian Boyle                      | 2009. március 8. 2009. június 17.    | 5,37 millió | 512           |
| Stan a városi tanács tagjaként figyel és intézkedéseket tesz, hogy biztonságosabb legyen mindenki portája. Véletlenül elfelejt Roger-nek venni grenadint, ezért Roger belép a városi tanácsba és elnökként megváltoztatja a dolgokat. Stan és Roger között nagy viszály alakul ki.                                                      |     |                                                       |                         |                                  |                                      |             |               |
| 71. | 13. | Jack visszatér (Jack's Back)                          | Rodney Clouden          | David Zuckerman                  | 2009. március 15. 2009. június 18.   | 5,88 millió | 513           |
| Steve benevezi magát és apját egy bicikli versenyre. Stan nem tud biciklizni, mivel az apja nem tanította meg. Steve felkeresi a nagyapját, ő viszont egy bűnöző, aki börtönben van. A Smith férfiak összefognak és Steve megpróbálja összehozni Stan-t az apjával.                                                                     |     |                                                       |                         |                                  |                                      |             |               |
| 72. | 14. | Botrány a bármicvón (Bar Mitzvah Hustle)              | Brent Woods             | Chris McKenna és Matt McKenna    | 2009. március 22. 2009. június 19.   | 5,84 millió | 514           |
| Debbie szakít Steve-vel, mert kölyöknek tartja. Steve bosszút áll, egy rablást tervel ki Debbie új barátjánál, de ehhez egy jó csapatra lesz szüksége. Az akció során Snot-ot keveri bajba és választania kell, hogy a barátnőjét vagy a legjobb barátját szerzi vissza.                                                                |     |                                                       |                         |                                  |                                      |             |               |
| 73. | 15. | Feleségbiztosítás (Wife Insurance)                    | John Aoshima            | Erik Sommers                     | 2009. március 29. 2009. június 22.   | 6,02 millió | 515           |
| Amikor Stan-t elrabolják Kolumbiában, Francine attól fél, hogy sosem tér haza. Stan végül is sértetlenül tér haza, de az igazi galiba csak akkor tör ki, amikor Stan bevallja, hogy megbeszélte a fogorvosával, hogy őt veszi el, ha Francine hamarabb meghalni. Ezalatt Steve és Roger a "Kerekes és Lábas" detektív duót játsszák el. |     |                                                       |                         |                                  |                                      |             |               |
| 74. | 16. | A DeLorean történet (Delorean Story-an)               | Joe Daniello            | Matt Fusfeld és Alex Cuthbertson | 2009. április 19. 2009. június 23.   | 5,72 millió | 516           |
| Stan már régóta dolgozik titokban egy Delorean autó összerakásán. Az utolsó alkatrészhez el kell utaznia, de nem lesz egyedül mivel Steve is vele tart. |     |                                                       |                         |                                  |                                      |             |               |
| 75. | 17. | Mindenáron vesztes (Every Which Way But Lose)         | Pam Cooke és Jansen Yee | Steve Hely                       | 2009. április 26. 2009. június 24.   | 5,13 millió | 517           |
| Steve-re nem figyel az apja, ezért elkezd amerikai focizni. Roger folyamatosan Steve mellett lesz és próbál segíteni a felkészülésben. Alakítanak egy csapatott, ami nagy meglepetésre eljut a bajnokság döntőjébe. |     |                                                       |                         |                                  |                                      |             |               |
| 76. | 18. | A virsli nem boldogít (Weiner of Our Discontent)      | Tim Parsons             | Laura McCreary                   | 2009. május 3. 2009. június 25.      | 5,35 millió | 518           |
| Roger elárulja Stan-nek azért küldték a Földre, hogy fontos döntéseket hozzon az emberiség számára. Mikor kiderűl, hogy valójában csak egy próbabábú Roger teljesen magába fordul és hónapokra elzárkozik. Közben Toshi hotdogevő párbajra hívja ki Steve-et.                                                                           |     |                                                       |                         |                                  |                                      |             |               |
| 77. | 19. | Meleg fogadtatás (Daddy Queerest)                     | Albert Calleros         | Nahnatchka Khan                  | 2009. május 10. 2009. június 26.     | 4,88 millió | 519           |
| Terry és Greg a szomszédok idegesek, mivel Terry apja bejelenti, hogy a városba jön és meglátogatja. Terry gondterhelt, mert az apja nem tudja, hogy ő homoszexuális és a partnerével egy babája van. Időközben Steve megtudja milyen az alkohol hatása igazából.                                                                       |     |                                                       |                         |                                  |                                      |             |               |
| 78. | 20. | Stan bulija (Stan's Night Out)                        | Bob Bowen               | Jim Bernstein                    | 2009. május 17. 2009. június 29.     | 5,64 millió | 520           |
| Stan élete legjobb estéjére készül. Este miután Stan elment a házát megtámadják végül megölnek mindenkit csak Roger éli túl és ezzel kiderül hogy Stan bujtatta őt és ki akarják végezni Stant... |     |                                                       |                         |                                  |                                      |             |               |

## 6. évad (2009–2010)
| Sor. | Év. | Cím                                                                           | Rendező                            | Író                              | Premier                               | Nézettség   | Gyártási szám |
| --- | --- | ----------------------------------------------------------------------------- | ---------------------------------- | -------------------------------- | ------------------------------------- | ----------- | ------------- |
| 79. | 1.  | Az ellenség földjén (In Country...Club)                                       | Albert Calleros és Josue Cervantes | Judah Miller és Murray Miller    | 2009. szeptember 27. 2012. február 5. | 7,12 millió | 601           |
| Stan megtanítja Steve-nek, hogy az egyetlen mód, hogy igazán értékelje a nemzeti himnuszt, ha részt vesz egy háborút felidéző katonai játékon. Közben Roger a vietkongok oldalán harcol, hogy megszerezze Stan hitelkártyájának a kódját. |     |                                                                               |                                    |                                  |                                       |             |               |
| 80. | 2.  | Az álomsziget (Moon Over Isla Island)                                         | Rodney Clouden                     | Jonathan Fener                   | 2009. október 4. 2012. február 12.    | 7,06 millió | 602           |
| Hogy Stan előléptetést kapjon, meg kell győznie Isla Sziget diktátorát, hogy írjon alá egy megállapodást, hogy kapjon a munkában egy előléptetést. Amikor Stan találkozik a tábornokkal és véletlenül megöli őt, megkéri Rogert, hogy pózoljon a kicsiny szigeti nemzet vezetőjeként. Ezalatt Steve és Snot versenyeznek, hogy ki jut tovább a másik mamájánál. |     |                                                                               |                                    |                                  |                                       |             |               |
| 81. | 3.  | Drónpárbaj (Home Adrone)                                                      | Brent Woods                        | Erik Sommers                     | 2009. október 11. 2012. február 19.   | 6,67 millió | 603           |
| Steve egyedül marad otthon, miközben a többiek elviszik Hayley-t főiskolát nézni. Amikor a barátai megérkeznek és rájönnek, hogy nincs náluk senki rábeszélik Steve-et, hogy törölje el a szabályokat és bulizzanak. A srácok véletlenül rábukkannak Stan titkos vadász repülőgépére.                                                                           |     |                                                                               |                                    |                                  |                                       |             |               |
| 82. | 4.  | A fantáziavilág (Brains, Brains and Automobiles)                              | Pam Cooke és Jansen Yee            | Keith Heisler                    | 2009. október 18. 2012. február 26.   | 6,20 millió | 604           |
| Steve és Hayley elmennek nyaralni, közben Stan egyedül marad otthon a feleségével. Stan fél attól, hogy Francine megunja őt ezért azt akarja, hogy Roger mindig maradjon náluk. Roger közben elköltözik és Stan végül kettesben marad Francine-nel. |     |                                                                               |                                    |                                  |                                       |             |               |
| 83. | 5.  | Ember az ugrálóvárban (Man in the Moonbounce)                                 | Tim Parsons                        | Brian Boyle                      | 2009. november 8. 2012. március 4.    | 4,53 millió | 605           |
| Stan rájön, hogy nem volt igazi gyerekkora ezért folyamatosan gyerekes dolgokat csinál, addig még börtönbe nem kerül. Távollétében Steve lesz a férfi háznál, amíg Stan a börtönben vidáman éli az életét. |     |                                                                               |                                    |                                  |                                       |             |               |
| 84. | 6.  | Üres fogadalmak (Shallow Vows)                                                | John Aoshima                       | Rick Wiener és Kenny Schwartz    | 2009. november 15. 2012. március 11.  | 5,99 millió | 606           |
| Stan és Francine a 20. házassági évforduló alkalmából újra házasodnak és Roger lesz a rendezvény felelős. Stan két hétig nem látja kedvesét és mikor találkoznak nagy meglepetésben lesz része, Francine külseje alaposan megváltozik. |     |                                                                               |                                    |                                  |                                       |             |               |
| 85. | 7.  | A rajongó (My Morning Straitjacket)                                           | Chris Bennett                      | Mike Barker                      | 2009. november 22. 2012. március 18.  | 5,52 millió | 607           |
| Stan megtudja, hogy Hayley koncertekre jár esténként, ezért utána megy, de mikor oda ér egyből beleszeret az együttes énekesébe. My Morning Jacket rajongó lesz és mindig a zenéjüket hallgatja. |     |                                                                               |                                    |                                  |                                       |             |               |
| 86. | 8.  | Tangacirkusz (G-String Circus)                                                | Bob Bowen                          | Erik Durbin                      | 2009. november 29. 2012. március 25.  | 6,39 millió | 608           |
| Hayley és Stan versengésbe kezdenek, hogy ki lesz sikeresebb üzleti téren. Stan odáig süllyed, hogy elmegy sztriptíz táncosnak egy klubba. Közben Steve és barátai Űrtáborban vannak, mivel nem tetszik nekik egyből szökni próbálnak. |     |                                                                               |                                    |                                  |                                       |             |               |
| 87. | 9.  | Elragadtatva (Rapture's Delight)                                              | Joe Daniello                       | Chris McKenna és Matt McKenna    | 2009. december 13. 2012. április 1.   | 6,19 millió | 609           |
| Karácsony napja van a Smith család a templomba tart, aznap egy csoda történik Jézus által mindenki a Paradicsomba kerül. Stan és Francine nem, ők itt maradnak a Földön, ahol az Armageddon van készülőben. |     |                                                                               |                                    |                                  |                                       |             |               |
| 88. | 10. | Ajándék a Smith lónak ne nézd a fogát (Don't Look a Smith Horse in the Mouth) | Rodney Clouden                     | Matt Fusfeld és Alex Cuthbertson | 2010. január 3. 2012. április 8.      | 5,91 millió | 610           |
| Stan vesz egy lovat Roger tanácsára, hogy nyerjenek egy versenyen. A probléma az, hogy a ló nem fog versenyezni mert Stan molesztálta. Mivel közeledik a verseny Stan a győzelem érdekében agyátültetést végez a lóval és ő maga indul a versenyen. |     |                                                                               |                                    |                                  |                                       |             |               |
| 89. | 11. | A függő (A Jones for a Smith)                                                 | John Aoshima és Jansen Yee         | Laura McCreary                   | 2010. január 31. 2012. április 15.    | 5,06 millió | 611           |
| Francine ittas vezetés miatt közmunkára kényszerül. Közben Stan súlyos kábítószer függő lesz, mivel folyamatosan pénzre van szüksége kirabolja saját családját és a szomszédokat is. |     |                                                                               |                                    |                                  |                                       |             |               |
| 90. | 12. | Stanek harca (May the Best Stan Win)                                          | Pam Cooke                          | Murray Miller és Judah Miller    | 2010. február 14. 2012. április 22.   | 5,23 millió | 612           |
| Stan-nek megjelenik a jövőbeli cyborg változata és el akarja venni tőle Francine-t. Roger segít Steve-nek és a barátainak újra csinálni egy klasszikus 80-as évekbeli filmet egy guminővel. |     |                                                                               |                                    |                                  |                                       |             |               |
| 91. | 13. | Vissza az éremmel (The Return of the Bling)                                   | Joe Daniello                       | Nahnatchka Khan                  | 2010. február 21. 2012. április 29.   | 5,64 millió | 613           |
| Stan megmutatja Steve-nek a példaképeit Ronald Reagan-t és az 1980-as olimpiai hokicsapatot. Roger elmondja, hogy ő is tagja volt az USA csapatának és olimpiai érme is van. Stan bálványozza Roger-t, még fény nem derül a titokra. |     |                                                                               |                                    |                                  |                                       |             |               |
| 92. | 14. | Roger és a zsaruk (Cops and Roger)                                            | Tim Parsons                        | Erik Durbin                      | 2010. április 11. 2012. május 6.      | 5,09 millió | 614           |
| Francine és Roger áldozata lesz egy rablásnak. Roger puhánynak érzi magát, ezért csatlakozik a Langley Falls Rendőrakadémiához. Eközben Hayley és Reginald egymásba szeretnek. |     |                                                                               |                                    |                                  |                                       |             |               |
| 93. | 15. | Borban az igazság (Merlot Down Dirty Shame)                                   | Josue Cervantes                    | Brian Boyle                      | 2010. április 18. 2012. május 13.     | 5,17 millió | 615           |
| Francine egy régóta tervezett borútra Roger-rel megy. Aznap már teljesen lerészegednek és Roger megcsókolja Francine-t. Francine úgy dönt, hogy elmondja Stan-nek, amikor leülnek beszélni Roger meggyőzi Stant, hogy Francine kezdte az egészet. |     |                                                                               |                                    |                                  |                                       |             |               |
| 94. | 16. | Nincs kegyelem, Steve (Bully for Steve)                                       | Rodney Clouden                     | Matt Fusfeld és Alex Cuthbertson | 2010. április 25. 2012. május 27.     | 5,31 millió | 616           |
| Stan észreveszi, hogy Steve képtelen magát megvédeni, ezért elhatározza kicsit megleckézteti a fiát. Minden nap megveri és zsarnokoskodik felette, hogy Steve keményebb legyen. Közben Roger portfóliót készít. |     |                                                                               |                                    |                                  |                                       |             |               |
| 95. | 17. | Az Owl Creek-i incidens (An Incident at Owl Creek)                            | John Aoshima és Jansen Yee         | Alan R. Cohen és Alan Freedland  | 2010. május 9. 2012. június 3.        | 5,75 millió | 617           |
| Stan egy medencés bulin véletlenül kábelt fektet a vízbe. Az egész város rajta nevet ezért elhatározza, hogy elköltözik a családdal Langley Falls-ból. A probléma az, hogy akárhova is kerülnek mindenki emlékszik Stan kakás mutatványára. |     |                                                                               |                                    |                                  |                                       |             |               |
| 96. | 18. | Viccnek is rossz (Great Space Roaster)                                        | Joe Daniello                       | Jonathan Fener                   | 2010. május 16. 2012. június 10.      | 5,82 millió | 618           |
| Roger 1601 éves és mivel az előző évben elfelejtették a szülinapját, most egy nagy partit szeretne. A Smith család teljesen leégeti Rogert egy műsor keretében. Roger annyira bekattan, hogy meg akarja ölni az egész családot. |     |                                                                               |                                    |                                  |                                       |             |               |

## 7. évad (2010–2011)
| Sor. | Év. | Cím                                                                          | Rendező                    | Író                              | Premier                                | Nézettség   | Gyártási szám |
| ---- | --- | ---------------------------------------------------------------------------- | -------------------------- | -------------------------------- | -------------------------------------- | ----------- | ------------- |
| 97.  | 1.  | I. sz. 100 (100 A.D. (Part 1)                                                | Tim Parsons                | Keith Heisler                    | 2010. október 3. 2012. május 20.       | 6,16 millió | 701           |
| 98.  | 2.  | Stan fia (Son of Stan (Part 2)                                               | Chris Bennett              | Erik Sommers                     | 2010. október 10. 2012. június 17.     | 5,36 millió | 702           |
| 99.  | 3.  | Langley Falls legrémisztőbb háza (Best Little Horror House in Langley Falls) | John Aoshima és Jansen Yee | Eric Weinberg                    | 2010. november 7. 2012. június 24.     | 6,30 millió | 703           |
| 100. | 4.  | Stan étterme (Stan's Food Restaurant)                                        | Josue Cervantes            | Brian Boyle                      | 2010. november 14. 2012. július 1.     | 5,38 millió | 704           |
| 101. | 5.  | Fehér rizs (White Rice)                                                      | Bob Bowen                  | Rick Wiener és Kenny Schwartz    | 2010. november 21. 2012. július 8.     | 4,86 millió | 705           |
| 102. | 6.  | Rossz vér (There Will Be Bad Blood)                                          | Joe Daniello               | Murray Miller és Judah Miller    | 2010. november 28. 2012. július 15.    | 6,13 millió | 706           |
| 103. | 7.  | Martin Sugar, a provokátor (The People vs. Martin Sugar)                     | Pam Cooke                  | Jonathan Fener                   | 2010. december 5. 2012. július 22.     | 5,31 millió | 707           |
| 104. | 8.  | Akiért a csengő szól (For Whom the Sleigh Bell Tolls)                        | Bob Bowen                  | Erik Durbin                      | 2010. december 12. 2012. július 29.    | 6,22 millió | 708           |
| 105. | 9.  | Fartbreak Hotel (Fart-Break Hotel)                                           | Rodney Clouden             | Chris McKenna és Matt McKenna    | 2011. január 16. 2012. augusztus 5.    | 3,54 millió | 709           |
| 106. | 10. | Stanny fiú és a Franetika (Stanny Boy and Frantastic)                        | Pam Cooke                  | Laura McCreary                   | 2011. január 23. 2012. augusztus 12.   | 4,81 millió | 710           |
| 107. | 11. | A vágy pinatája (A Piñata Named Desire)                                      | Bob Bowen                  | Chris McKenna és Matt McKenna    | 2011. február 13. 2012. augusztus 19.  | 3,93 millió | 711           |
| 108. | 12. | Az életed az adósa (You Debt Your Life)                                      | Chris Bennett              | Erik Sommers                     | 2011. február 20. 2012. augusztus 26.  | 4,25 millió | 712           |
| 109. | 13. | Rozmár vagyok (I Am the Walrus)                                              | Tim Parsons                | Keith Heisler                    | 2011. március 27. 2012. szeptember 2.  | 4,99 millió | 713           |
| 110. | 14. | Iskolai hazugságok (School Lies)                                             | Rodney Clouden             | Brian Boyle                      | 2011. április 3. 2012. szeptember 9.   | 3,59 millió | 714           |
| 111. | 15. | Szabad a kassza (License to Till)                                            | John Aoshima és Jansen Yee | Matt Fusfeld és Alex Cuthbertson | 2011. április 10. 2012. szeptember 16. | 3,35 millió | 715           |
| 112. | 16. | Jenny Fromdabloc (Jenny Fromdabloc)                                          | Bob Bowen                  | Laura McCreary                   | 2011. április 17. 2012. szeptember 23. | 4,74 millió | 716           |
| 113. | 17. | A családromboló (Home Wrecker)                                               | Joe Daniello               | Alan R. Cohen és Alan Freedland  | 2011. május 8. 2012. szeptember 30.    | 3,29 millió | 717           |
| 114. | 18. | A katasztrófa szerelmesei (Flirting with Disaster)                           | Pam Cooke                  | Keith Heisler                    | 2011. május 15. 2012. október 7.       | 3,89 millió | 718           |
| 115. | 19. | Gorillák a ködben (Gorillas in the Mist)                                     | Chris Bennett              | Erik Durbin                      | 2011. május 22. 2012. október 14.      | 3,57 millió | 719           |

## 8. évad (2011–2012)
| Sor. | Év. | Cím                                                                                           | Rendező                        | Író                              | Premier                                | Nézettség   | Gyártási szám |
| ---- | --- | --------------------------------------------------------------------------------------------- | ------------------------------ | -------------------------------- | -------------------------------------- | ----------- | ------------- |
| 116. | 1.  | Forró víz (Hot water)                                                                         | Chris Bennett                  | Judah Miller és Murray Miller    | 2011. szeptember 25. 2013. április 14. | 5,83 millió | 801           |
| 117. | 2.  | Hurrikán! (Hurricane!)                                                                        | Tim Parsons                    | Erik Sommers                     | 2011. október 2. 2013. április 21.     | 5,80 millió | 802           |
| 118. | 3.  | Fegyőr show (A Ward Show)                                                                     | Josue Cervantes                | Eric Durbin                      | 2011. november 6. 2013. április 28.    | 4,85 millió | 803           |
| 119. | 4.  | Tanulatlan tanú (The Worst Stan)                                                              | Rodney Clouden                 | Nahnatchka Khan                  | 2011. november 13. 2013. május 5.      | 4,87 millió | 804           |
| 120. | 5.  | Virtuális Stan (Virtual In-Stanity)                                                           | Shawn Murray                   | Jordan Blum és Parker Deay       | 2011. november 20. 2013. május 12.     | 4,82 millió | 805           |
| 121. | 6.  | A skarlát derű (The Scarlett Getter)                                                          | Josue Cervantes                | Matt Fusfeld és Alex Cuthbertson | 2011. november 27. 2013. május 19.     | 4,48 millió | 806           |
| 122. | 7.  | Anti karácsony (Season's Beatings)                                                            | Josue Cervantes                | Erik Sommers                     | 2011. december 11. 2013. június 2.     | 5 millió    | 807           |
| 123. | 8.  | A gyáva (The Unbrave One)                                                                     | Joe Daniello                   | Rick Wiener és Kenny Schwartz    | 2012. január 8. 2013. június 9.        | 4,79 millió | 808           |
| 124. | 9.  | Fű nyíró Stanny (Stanny Tendergrass)                                                          | Joe Daniello                   | Keith Heisler                    | 2012. január 29. 2013. június 16.      | 4,77 millió | 809           |
| 125. | 10. | Kerekek és Lábas na meg a nagypapa kulcsa (Wheels & the Legman and the Case of Grandpa's Key) | Josue Cervantes                | Laura McCreary                   | 2012. február 12. 2013. június 28.     | 3,59 millió | 810           |
| 126. | 11. | Öreg Stan és a hegy (Old Stan in the Mountain)                                                | Pam Cooke és Valerie Fletcher  | Jonathan Fener                   | 2012. február 19. 2013. július 5.      | 4,40 millió | 811           |
| 127. | 12. | A birkózó (The Wrestler)                                                                      | Rodney Clouden                 | Alan R. Cohen és Alan Freedland  | 2012. március 4. 2013. július 12.      | 4,29 millió | 812           |
| 128. | 13. | Dr. Klaus (Dr. Klaustus)                                                                      | John Aoshima és Jansen Yee     | Brian Boyle                      | 2012. március 11. 2013. július 19.     | 4,62 millió | 813           |
| 129. | 14. | Stan legjobb barátja (Stan's Best Friend)                                                     | John Aoshima és Jansen Yee     | Jonathan Fener                   | 2012. március 18. 2013. július 26.     | 4,61 millió | 814           |
| 130. | 15. | Kevesebb pénz több baj (Less Money, Mo' Problems)                                             | Chris Bennett                  | Murray Miller és Judah Miller    | 2012. március 25. 2013. augusztus 2.   | 4,28 millió | 815           |
| 131. | 16. | A vese marad a képben (The Kidney Stays in the Picture)                                       | Pam Cooke és Valerie Fletcher  | Rick Wiener és Kenny Schwartz    | 2012. április 1. 2013. augusztus 9.    | 4,18 millió | 816           |
| 132. | 17. | Ricky Spanish (Ricky Spanish)                                                                 | Shawn Murray                   | Erik Sommers                     | 2012. május 6. 2013. augusztus 16.     | 4,82 millió | 817           |
| 133. | 18. | Ribi túra (Toy Whorey)                                                                        | Tim Parsons és Jennifer Graves | Matt Fusfeld és Alex Cuthbertson | 2012. május 13. 2013. augusztus 23.    | 4,13 millió | 818           |

## 9. évad (2012–2013)
| Sor. | Év. | Cím | Rendező                        | Író                              | Premier                               | Nézettség   | Gyártási szám |
| ---- | --- | --- | ------------------------------ | -------------------------------- | ------------------------------------- | ----------- | ------------- |
| 134. | 1.  | Szerelem Amerikai fater módra (Love, AD Style)                                                                                     | Josue Cervantes                | Erik Durbin                      | 2012. szeptember 30. 2017. február 1. | 5,25 millió | 901           |
| 135. | 2.  | Gyilkos vakáció (Killer Vacation)                                                                                                  | Rodney Clouden                 | Rick Wiener és Kenny Schwartz    | 2012. október 7. 2017. február 1.     | 5,18 millió | 902           |
| 136. | 3.  | A legjobb barátod a Frankeséged (Can I Be Frank with You)                                                                          | Pam Cooke és Valerie Fletcher  | Judah Miller                     | 2012. november 4. 2017. február 2.    | 3,99 millió | 903           |
| 137. | 4.  | Amerikai mostoha fater (American Stepdad)                                                                                          | Shawn Murray                   | Jordan Blum és Parker Deay       | 2012. november 18. 2017. február 2.   | 4,21 millió | 904           |
| 138. | 5.  | Legyünk csak barátok (Why Can't We Be Friends?)                                                                                    | Jansen Yee                     | Jonathan Fener                   | 2012. december 2. 2017. február 3.    | 4,25 millió | 905           |
| 139. | 6.  | Egy Hayley-sitter naplója (Adventures in Hayleysitting)                                                                            | Tim Parsons és Jennifer Graves | Matt Fusfeld és Alex Cuthbertson | 2012. december 9. 2017. február 3.    | 4,67 millió | 906           |
| 140. | 7.  | A negyedik nemzeti kincs Frannie baba (National Treasure 4: Baby Franny: She's Doing Well: The Hole Story)                         | Chris Bennett                  | Murray Miller                    | 2012. december 23. 2017. február 6.   | 4,21 millió | 907           |
| 141. | 8.  | Újévi fogadalom (Finger Lenting Good)                                                                                              | Joe Daniello                   | Laura McCreary                   | 2013. január 6. 2017. február 6.      | 5,65 millió | 908           |
| 142. | 9.  | Phil Angebon és fia Jabari kalandjai (The Adventures of Twill Ongenbone and His Boy Jabari)                                        | Josue Cervantes                | Brian Boyle                      | 2013. január 13. 2017. február 7.     | 4,82 millió | 909           |
| 143. | 10. | Vér hull a mennyekből (Blood Crieth Unto Heaven)                                                                                   | Joe Daniello                   | Brian Boyle                      | 2013. január 27. 2017. február 7.     | 4,27 millió | 910           |
| 144. | 11. | Max Jets (Max Jets) | Tim Parsons és Jennifer Graves | Keith Heisler                    | 2013. február 10. 2017. február 8.    | 3,88 millió | 911           |
| 145. | 12. | Roger űrlény a pácban (Naked to the Limit, One More Time)                                                                          | Chris Bennett                  | Keith Heisler                    | 2013. február 17. 2017. február 8.    | 4,15 millió | 912           |
| 146. | 13. | A szigorúan izgalmas (For Black Eyes Only)                                                                                         | Jansen Yee                     | Jonathan Fener                   | 2013. március 10. 2017. február 9.    | 3,27 millió | 913           |
| 147. | 14. | A Langley Falls-i Romeó és Júlia (Spelling Bee My Baby)                                                                            | Rodney Clouden                 | Lesley Wake Webster              | 2013. március 24. 2017. február 9.    | 4,53 millió | 914           |
| 148. | 15. | Stan verzió (The Missing Kink) | Pam Cooke és Valerie Fletcher  | Jeff Chiang és Eric Ziobrowski   | 2013. április 14. 2017. február 10.   | 4,23 millió | 915           |
| 149. | 16. | Az unalmas személyiség (The Boring Identity)                                                                                       | Jansen Yee                     | Erik Sommers                     | 2013. április 21. 2017. február 10.   | 3,81 millió | 916           |
| 150. | 17. | Avery Bullock memória törlése a tettes a gyáva Stan Smith (The Full Cognitive Redaction of Avery Bullock by the Coward Stan Smith) | Shawn Murray                   | Erik Durbin                      | 2013. április 28. 2017. február 13.   | 4,03 millió | 917           |
| 151. | 18. | Elveszve az űrben (Lost in Space)                                                                                                  | Chris Bennett                  | Mike Barker                      | 2013. május 5. 2017. február 13.      | 5 millió    | 918           |
| 152. | 19. | A csűrös csavar (Da Flippity Flop)                                                                                                 | Rodney Clouden                 | Matt Weitzman                    | 2013. május 12. 2017. február 14.     | 4,01 millió | 919           |

## 10. évad (2013–2014)
| Sor. | Év. | Cím                                                                         | Rendező                        | Író                           | Premier                                | Nézettség   | Gyártási szám |
| ---- | --- | --------------------------------------------------------------------------- | ------------------------------ | ----------------------------- | -------------------------------------- | ----------- | ------------- |
| 153. | 1.  | Steve és Snoth lombikjai (Steve & Snot's Test-Tubular Adventure)            | Joe Daniello                   | Jordan Blum és Parker Deay    | 2013. szeptember 29. 2017. február 14. | 4,32 millió | 1001          |
| 154. | 2.  | Poltergasmus (Poltergasm)                                                   | Pam Cooke és Valerie Fletcher  | Matt McKenna                  | 2013. október 6. 2017. február 15.     | 4,47 millió | 1002          |
| 155. | 3.  | Beavatás (Buck, Wild)                                                       | Josue Cervantes                | Brett Cawley és Robert Maitia | 2013. november 3. 2017. február 15.    | 3,75 millió | 1003          |
| 156. | 4.  | Smith banda (Crotchwalkers)                                                 | Tim Parsons és Jennifer Graves | Dan Vebber                    | 2013. november 10. 2017. február 16.   | 3,55 millió | 1004          |
| 157. | 5.  | Kung Pao pulyka (Kung Pao Turkey)                                           | Rodney Clouden                 | Erik Richter                  | 2013. november 24. 2017. február 16.   | 3,86 millió | 1005          |
| 158. | 6.  | Road movie (Independent Movie)                                              | Shawn Murray                   | Judah Miller                  | 2013. december 1. 2017. február 17.    | 3,50 millió | 1006          |
| 159. | 7.  | Rosszat játszva (Faking Bad)                                                | Jansen Yee                     | John Unholz                   | 2013. december 8. 2017. február 17     | 4,36 millió | 1007          |
| 160. | 8.  | Énekes Krampusz (Minstrel Krampus)                                          | Josue Cervantes                | Murray Miller és Judah Miller | 2013. december 15. 2017. február 20.   | 5 millió    | 1008          |
| 161. | 9.  | Egy látomás béli ügy (Vision: Impossible)                                   | Pam Cooke és Valerie Fletcher  | Ali Waller                    | 2014. január 5. 2017. február 20.      | 5,03 millió | 1009          |
| 162. | 10. | Family-a Land (Familyland)                                                  | Joe Daniello                   | Joe Chandler és Nic Wegener   | 2014. január 12. 2017. február 21.     | 4,47 millió | 1010          |
| 163. | 11. | Gyilkos alvajárás (Cock of the Sleepwalk)                                   | Shawn Murray                   | Brian Boyle                   | 2014. január 26. 2017. február 21.     | 3,30 millió | 1011          |
| 164. | 12. | Bemutatkoznak a pajkos sztyuárdeszek (Introducing the Naughty Stewardesses) | Josue Cervantes                | Judah Miller                  | 2014. március 16. 2017. február 22.    | 2,71 millió | 1012          |
| 165. | 13. | Én nem leszek sohasem a volo játékszere (I Ain't No Holodeck Boy)           | Jansen Yee                     | Matt McKenna                  | 2014. március 23. 2017. február 22.    | 2,70 millió | 1013          |
| 166. | 14. | Stan a szeren (Stan Goes on the Pill)                                       | Chris Bennett                  | Brett Cawley és Robert Maitia | 2014. március 30. 2017. február 23.    | 2,79 millió | 1014          |
| 167. | 15. | Drágám beépültem (Honey, I'm Homeland)                                      | Tim Parsons és Jennifer Graves | Dan Vebber                    | 2014. április 6. 2017. február 23.     | 2,68 millió | 1015          |
| 168. | 16. | Életrevaló (She Swill Survive)                                              | Chris Bennett                  | Rick Singer                   | 2014. április 13. 2017. február 24.    | 2,36 millió | 1016          |
| 169. | 17. | Laza nézés (Rubberneckers)                                                  | Rodney Clouden                 | Joe Chandler és Nic Wegener   | 2014. április 27. 2017. február 24.    | 2,40 millió | 1017          |
| 170. | 18. | Személyi nyilvántartó nincs (Permanent Record Wrecker)                      | Tim Parsons és Jennifer Graves | Brian Boyle                   | 2014. május 4. 2017. február 27.       | 2,51 millió | 1018          |
| 171. | 19. | Genevieve Vavance (News Glance with Genevieve Vavance)                      | Shawn Murray                   | Ali Waller                    | 2014. május 11. 2017. február 28.      | 2,40 millió | 1019          |
| 172. | 20. | A leghosszabb távkapcsolat (The Longest Distance Relationship)              | Pam Cooke és Valerie Fletcher  | Jordan Blum és Parker Deay    | 2014. május 18. 2017. március 1.       | 2,36 millió | 1020          |

## 11. évad (2014)
| Sor. | Év. | Cím                                                  | Rendező         | Író            | Premier                               | Nézettség   | Gyártási szám |
| ---- | --- | ---------------------------------------------------- | --------------- | -------------- | ------------------------------------- | ----------- | ------------- |
| 173. | 1.  | A fiú, akit Michael-nek hívtak (A Boy Named Michael) | Joe Daniello    | Erik Richter   | 2014. szeptember 14. 2017. március 1. | 2,66 millió | 1101          |
| 174. | 2.  | Roger lepasszolja a bárt (Roger Passes the Bar)      | Josue Cervantes | Charles Suozzi | 2014. szeptember 14. 2017. március 2. | 2,62 millió | 1102          |
| 175. | 3.  | Love Story (Blagsnarst, a Love Story)                | Chris Bennett   | Wes Lukey      | 2014. szeptember 21. 2017. március 2. | 3,03 millió | 1103          |

## 12. évad (2014–2015)
| Sor. | Év. | Cím                                                                    | Rendező                        | Író                                                                                       | Premier                             | Nézettség   | Gyártási szám |
| ---- | --- | ---------------------------------------------------------------------- | ------------------------------ | ----------------------------------------------------------------------------------------- | ----------------------------------- | ----------- | ------------- |
| 176. | 1.  | Szőke ambíció (Blonde Ambition)                                        | Rodney Clouden                 | Történet: Evan Sandman & Carlo Hart Tévéjáték: Wayne Dublin[a], Carlo Hart & Evan Sandman | 2014. október 20. 2017. március 3.  | 1,09 millió | 1201          |
| 177. | 2.  | C.I.A. ész kombájnok (CIAPOW)                                          | Jansen Yee                     | Joe Chandler & Nic Wegener                                                                | 2014. október 27. 2017. március 3.  | 1,15 millió | 1202          |
| 178. | 3.  | Kinek a düh, kinek a szag (Scents and Sensei-bility)                   | Tim Parsons és Jennifer Graves | Wayne Dublin[a] & Carlo Hart & Evan Sandman                                               | 2014. november 3. 2017. március 4.  | 1,22 millió | 1203          |
| 179. | 4.  | Nagy Stan a koleszban (Big Stan on Campus)                             | Pam Cooke és Valerie Fletcher  | Brian Boyle                                                                               | 2014. november 10. 2017. március 4. | 1,16 millió | 1204          |
| 180. | 5.  | Hol Gwen, hol nem (Now and Gwen)                                       | Chris Bennett                  | Rachael Bogert és Emily Wood                                                              | 2014. november 17. 2017. március 5. | 1,31 millió | 1205          |
| 181. | 6.  | A fehér Porsche karácsony álom (Dreaming of a White Porsche Christmas) | Shawn Murray                   | Brian Boyle                                                                               | 2014. december 1. 2017. március 6.  | 1,01 millió | 1206          |
| 182. | 7.  | SteveLGB (LGBSteve)                                                    | Joe Daniello                   | Erik Richter                                                                              | 2015. február 23. 2017. március 6.  | 1,10 millió | 1207          |
| 183. | 8.  | Olyan gyorsan felnőnek (Morning Mimosa)                                | Josue Cervantes                | Ali Waller                                                                                | 2015. március 2. 2017. március 7.   | 1,14 millió | 1208          |
| 184. | 9.  | A dolgozó lány (My Affair Lady)                                        | Joe Daniello                   | Teresa Hsiao                                                                              | 2015. március 9. 2017. március 7.   | 1,14 millió | 1209          |
| 185. | 10. | Egy sztár újjászületik (A Star is Reborn)                              | Rodney Clouden                 | Brett Cawley & Robert Maitia                                                              | 2015. március 16. 2017. március 9.  | 1,10 millió | 1210          |
| 186. | 11. | A Manhattan-i rejtély (Manhattan Magical Murder Mystery Tour)          | Jansen Yee                     | Kirk J. Rudell                                                                            | 2015. március 23. 2017. március 9.  | 1,02 millió | 1211          |
| 187. | 12. | Zsugor (The Shrink)                                                    | Pam Cooke és Valerie Fletcher  | Brett Cawley és Robert Maitia                                                             | 2015. március 30. 2017. március 10. | 1,11 millió | 1212          |
| 188. | 13. | Szent ég, Jeff visszajött! (Holy Shit, Jeff's Back!)                   | Tim Parsons és Jennifer Graves | Joe Chandler és Nic Wegener                                                               | 2015. május 18. 2017. március 10.   | 1,17 millió | 1213          |
| 189. | 14. | Amerikai Fung (American Fung)                                          | Chris Bennett                  | Greg Cohen                                                                                | 2015. május 25. 2017. március 13.   | 0,91 millió | 1214          |
| 190. | 15. | A rohamok illenek Stanny-hez (Seizures Suit Stanny)                    | Josue Cervantes                | Erik Durbin                                                                               | 2015. június 1. 2017. március 13.   | 1,11 millió | 1215          |

## 13. évad (2016)
| Sor. | Év. | Cím | Rendező                       | Író                          | Premier                             | Nézettség   | Gyártási szám |
| ---- | --- | --- | ----------------------------- | ---------------------------- | ----------------------------------- | ----------- | ------------- |
| 191. | 1.  | Gyökerek (Roots)                                                                                                  | Shawn Murray                  | Brett Cawley & Robert Maitia | 2016. január 25. 2017. március 14.  | 1,04 millió | 1301          |
| 192. | 2.  | Vízi élet Steve Smith-szel (The Life Aquatic with Steve Smith)                                                    | Rodney Clouden                | Kirk J. Rudell               | 2016. február 1. 2017. március 14.  | 0,95 millió | 1302          |
| 193. | 3.  | Hayley Smith 6 évesen (Hayley Smith, Seal Team Six)                                                               | Jansen Yee                    | Teresa Hsiao                 | 2016. február 8. 2017. március 15.  | 1,00 millió | 1303          |
| 194. | 4.  | MBH, avagy ne bámulj haver (N.S.A. (No Snoops Allowed))                                                           | Joe Daniello                  | Steve Hely                   | 2016. február 15. 2017. március 15. | 1,07 millió | 1304          |
| 195. | 5.  | Holt pont, Keanu Reeves szerepében: Stan Smith (Stan Smith as Keanu Reeves as Stanny Utah in Point Breakers)      | Tim Parsons & Jennifer Graves | Joe Chandler & Nic Wegener   | 2016. február 22. 2017. március 16. | 1,05 millió | 1305          |
| 196. | 6.  | Vissza a jövőből (The Unicludeds)                                                                                 | Tim Parsons & Jennifer Graves | Ali Waller                   | 2016. április 11. 2017. március 16. | 1,05 millió | 1311          |
| 197. | 7.  | Kiss Kiss Cam Cam (Kiss Kiss Cam Cam)                                                                             | Chris Bennett                 | Jordan Blum & Parker Deay    | 2016. február 29. 2017. március 17. | 1,03 millió | 1306          |
| 198. | 8.  | Az ördög a kitűzőben van (The Devil Wears a Lapel Pin)                                                            | Josue Cervantes               | Zack Rosenblatt              | 2016. március 7. 2017. március 17.  | 1,14 millió | 1307          |
| 199. | 9.  | Stan-Dan szállító (Stan-Dan Deliver)                                                                              | Shawn Murray                  | Rachael Bogert & Emily Wood  | 2016. március 14. 2017. március 18. | 1,01millió  | 1308          |
| 200. | 10. | A 200-ak (The Two Hundred)                                                                                        | Jansen Yee                    | Brett Cawley & Robert Maitia | 2016. március 28. 2017. március 18. | 1,08 millió | 1310          |
| 201. | 11. | Hármascsatorna (3-as csatorna)                                                                                    | Rodney Clouden                | Jeff Kauffmann               | 2016. március 21. 2017. március 18. | 0,96 millió | 1309          |
| 202. | 12. | A fogorvos felesége (The Dentist's Wife)                                                                          | Joe Daniello                  | Charles Suozzi               | 2016. április 18. 2017. március 19. | 1,08 millió | 1312          |
| 203. | 13. | Özvegy játék (Widow's Pique)                                                                                      | Pam Cooke & Valerie Fletcher  | Sam Brenner                  | 2016. április 25. 2017. március 19. | 1,05 millió | 1313          |
| 204. | 14. | A Nova Kentauri Burgiturizmus Zrt. (The Nova Centauris-burgh Board of Tourism Presents: American Dad)             | Tim Parsons & Jennifer Graves | Jordan Blum & Parker Deay    | 2016. május 2. 2017. március 19.    | 0,82 millió | 1314          |
| 205. | 15. | Stan bárkája: 1. rész (Daesong Heavy Industries)                                                                  | Chris Bennett                 | Greg Cohen                   | 2016. május 9. 2017. március 20.    | 0,91 millió | 1315          |
| 206. | 16. | Stan bárkája: 2. rész: Az ártatlanság kora (Daesong Heavy Industries II: Return to Innocence)                     | Josue Cervantes               | Zack Rosenblatt              | 2016. május 16. 2017. március 20.   | 0,93 millió | 1316          |
| 207. | 17. | Kriksz-Kraksz almaszósz, avagy Billy jesszusom balladája (Criss-Cross Applesauce: The Ballad of Billy Jesusworth) | Shawn Murray                  | Joe Chandler & Nic Wegener   | 2016. május 23. 2017. március 21.   | 0,95 millió | 1317          |
| 208. | 18. | Bánya görcs (Mine Struggle)                                                                                       | Rodney Clouden                | Kirk J. Rudell               | 2016. május 30. 2017. március 21.   | 1,15 millió | 1318          |
| 209. | 19. | Garfield és barátai (Garfield and Friends)                                                                        | Jansen Yee                    | Teresa Hsiao                 | 2016. június 6. 2017. március 22.   | 0,87 millió | 1319          |
| 210. | 20. | Szép ajándék (Gifted Me Liberty)                                                                                  | Joe Daniello                  | Charles Suozzi               | 2016. június 13. 2017. március 22.  | 1,02 millió | 1320          |
| 211. | 21. | A következő cél (Next of Pin)                                                                                     | Pam Cooke & Valerie Fletcher  | Jeff Kauffmann               | 2016. június 20. 2017. március 23.  | 0,92 millió | 1321          |
| 212. | 22. | Standard eltérés (Standard Deviation)                                                                             | Tim Parsons & Jennifer Graves | Brian Boyle                  | 2016. június 27. 2017. március 23.  | 0,98 millió | 1322          |

## 14. évad (2016–2017)
| Sor. | Év. | Cím                                                              | Rendező                        | Író                           | Premier                                 | Nézettség   | Gyártási szám |
| ---- | --- | ---------------------------------------------------------------- | ------------------------------ | ----------------------------- | --------------------------------------- | ----------- | ------------- |
| 213. | 1.  | Idétlen apák napja (Father's Daze)                               | Chris Bennett                  | Jordan Blum és Parker Deay    | 2016. november 7. 2017. december 4.     | 1,00 millió | 1401          |
| 214. | 2.  | Harc és repülés (Fight and Flight)                               | Josue Cervantes                | Jeff Kauffmann                | 2016. november 14. 2017. december 4.    | 0,97 millió | 1402          |
| 215. | 3.  | Ragi-Baba megvilágosodása (The Enlightenment of Ragi-Baba)       | Shawn Murray                   | Joe Chandler és Nic Wegener   | 2016. november 21. 2017. december 5.    | 1,12 millió | 1403          |
| 216. | 4.  | Portré Francine nemi szervéről (Portrait of Francine's Genitals) | Rodney Clouden                 | Steve Hely                    | 2016. november 28. 2017. december 5.    | 1,08 millió | 1404          |
| 217. | 5.  | Bahama mama (Bahama Mama)                                        | Jansen Yee                     | Zack Rosenblatt               | 2016. december 5. 2017. december 6.     | 1,10 millió | 1405          |
| 218. | 6.  | Roger gyereke (Roger's Baby)                                     | Joe Daniello                   | Teresa Hsiao                  | 2016. december 12. 2017. december 6.    | 1,16 millió | 1406          |
| 219. | 7.  | Nulla szélesség, nulla hosszuság (Ninety North, Zero West)       | Pam Cooke és Valerie Fletcher  | Brett Cawley és Robert Maitia | 2016. december 19. 2017. december 7.    | 1,02 millió | 1407          |
| 220. | 8.  | Akarok táborozni tábor (Camp Campawanda)                         | Tim Parsons és Jennifer Graves | Kirk J. Rudell                | 2017. június 5. 2017. december 7.       | 0,89 millió | 1408          |
| 221. | 9.  | Játék szerelem (Whole Slotta Love)                               | Chris Bennett                  | Charles Suozzi                | 2017. április 10. 2017. december 8.     | 0,93 millió | 1409          |
| 222. | 10. | Szép az este kocsikázni (A Nice Night for a Drive)               | Josue Cervantes                | Sam Brenner                   | 2017. április 24. 2017. december 8.     | 1,01 millió | 1410          |
| 223. | 11. | Minden normális (Casino Normale)                                 | Shawn Murray                   | Tim Saccardo                  | 2017. május 1. 2017. december 11.       | 0,94 millió | 1411          |
| 224. | 12. | Steve és a Bazooka (Bazooka Steve)                               | Rodney Clouden                 | Joel Hurwitz                  | 2017. május 29. 2017. december 11.      | 0,98 millió | 1412          |
| 225. | 13. | A Langley-i boszorkányok (The Witches of Langley)                | Jansen Yee                     | Joe Chandler és Nic Wegener   | 2017. április 17. 2017. december 12.    | 0,97 millió | 1413          |
| 226. | 14. | Julia Roger (Julia Rogerts)                                      | Joe Daniello                   | Kathryn Borel                 | 2017. június 12. 2017. december 12.     | 0,91 millió | 1414          |
| 227. | 15. | Stan Smith élete és kora (The Life and Times of Stan Smith)      | Pam Cooke és Valerie Fletcher  | Jordan Blum és Parker Deay    | 2017. július 24. 2017. december 13.     | 0,85 millió | 1415          |
| 228. | 16. | Mr. Dingleberry (The Talented Mr. Dingleberry)                   | Tim Parsons és Jennifer Graves | Jeff Kauffmann                | 2017. szeptember 4. 2017. december 13.  | 0,86 millió | 1416          |
| 229. | 17. | Családi flotta (Family Plan)                                     | Chris Bennett                  | Zack Rosenblatt               | 2017. augusztus 7. 2017. december 14.   | 1,04 millió | 1417          |
| 230. | 18. | A hosszú bombagól (The Long Bomb)                                | Josue Cervantes                | Brett Cawley és Robert Maitia | 2017. augusztus 14. 2017. december 14.  | 0,93 millió | 1418          |
| 231. | 19. | Roger a szerelő (Kloger)                                         | Shawn Murray                   | Teresa Hsiao                  | 2017. augusztus 21. 2017. december 15.  | 0,88 millió | 1419          |
| 232. | 20. | Stan a kukás (Garbage Stan)                                      | Rodney Clouden                 | Paul Stroud                   | 2017. augusztus 28. 2017. december 15.  | 1,00 millió | 1420          |
| 233. | 21. | Piszkos verseny a világ körül (The Bitchin' Race)                | Jansen Yee                     | Kirk J. Rudell                | 2017. július 31. 2017. december 18.     | 0,89 millió | 1421          |
| 234. | 22. | Mexikó nyugatra (West to Mexico)                                 | Joe Daniello                   | Brian Boyle                   | 2017. szeptember 11. 2017. december 18. | 0,86 millió | 1422          |

## 15. évad (2017–2019)
| Sor. | Év. | Cím                                                     | Rendező                        | Író                           | Premier                              | Nézettség   | Gyártási szám |
| ---- | --- | ------------------------------------------------------- | ------------------------------ | ----------------------------- | ------------------------------------ | ----------- | ------------- |
| 235. | 1.  | Smikulás (Santa, Schmanta)                              | Joe Daniello                   | Teresa Hsiao                  | 2017. december 25. 2018. május 4.    | 0,86 millió | 1501          |
| 236. | 2.  | Paranoid anyadroid (Paranoid Frandroid)                 | Pam Cooke és Valerie Fletcher  | Joel Hurwitz                  | 2018. január 12. 2018. május 11.     | 0,78 millió | 1502          |
| 237. | 3.  | Népleszámlálás (The Census of the Lambs)                | Tim Parsons és Jennifer Graves | Sam Brenner                   | 2018. január 19. 2018. május 18.     | 0,83 millió | 1503          |
| 238. | 4.  | A tojás meg a héja (Shell Game)                         | Chris Bennett                  | Brett Cawley és Robert Maitia | 2018. január 26. 2018. május 25.     | 0,74 millió | 1504          |
| 239. | 5.  | Freskó frász (The Mural of the Story)                   | Josue Cervantes                | Jeff Kauffmann                | 2018. március 5. 2018. június 1.     | 0,99 millió | 1505          |
| 240. | 6.  | Totál sztrájk ((You Gotta) Strike for Your Right)       | Shawn Murray                   | Tim Saccardo                  | 2018. március 12. 2018. június 8.    | 0,80 millió | 1506          |
| 241. | 7.  | Harlem Globetrottyos (Klaustastrophe.tv)                | Rodney Clouden                 | Kirk J. Rudell                | 2018. március 19. 2018. június 15.   | 0,93 millió | 1507          |
| 242. | 8.  | Do Death: Halál a vacsorapartin (Death by Dinner Party) | Jansen Yee                     | Joe Chandler és Nic Wegener   | 2018. március 26. 2018. június 22.   | 0,97 millió | 1508          |
| 243. | 9.  | Végtelen történetek (The Never-Ending Stories)          | Pam Cooke és Valerie Fletcher  | Parker Deay és Jordan Blum    | 2018. április 9. 2018. június 29.    | 0,92 millió | 1509          |
| 244. | 10. | Divat-diktátor (Railroaded)                             | Tim Parsons és Jennifer Graves | Zack Rosenblatt               | 2018. április 16. 2018. július 6.    | 0,80 millió | 1510          |
| 245. | 11. | Stan-szuális felvilágosítás (My Purity Ball and Chain)  | Chris Bennett                  | Charles Suozzi                | 2018. április 23. 2018. július 13.   | 0,87 millió | 1511          |
| 246. | 12. | Oregoni csapás (OreTron Trail)                          | Josue Cervantes                | Paul Stroud                   | 2018. április 30. 2018. július 20.   | 0,83 millió | 1512          |
| 247. | 13. | Kegyetlen Francine (Mean Francine)                      | Shawn Murray                   | Nicole Shabtai                | 2018. május 7. 2018. július 27.      | 0,92 millió | 1513          |
| 248. | 14. | Mami-builder (One-Woman Swole)                          | Rodney Clouden                 | Sasha Stroman                 | 2019. február 11. 2019. november 4.  | 0,75 millió | 1514          |
| 249. | 15. | Jeff munkába áll (Flavortown)                           | Jansen Yee                     | Greg Cohen                    | 2019. február 18. 2019. november 5.  | 0,78 millió | 1515          |
| 250. | 16. | Karak-Stan (Persona Assistant)                          | Joe Daniello                   | Jeff Kauffmann                | 2019. február 25. 2019. november 6.  | 0,96 millió | 1516          |
| 251. | 17. | A Vén Ulysses legendája (The Legend of Old Ulysses)     | Pam Cooke & Valerie Fletcher   | Zack Rosenblatt               | 2019. március 4. 2019. november 7.   | 0,79 millió | 1517          |
| 252. | 18. | A svindlerikrek (Twinanigans)                           | Tim Parsons & Jennifer Graves  | Jordan Blum & Parker Deay     | 2019. március 11. 2019. november 8.  | 0,77 millió | 1518          |
| 253. | 19. | Steve veleje (Top of the Steve)                         | Chris Bennett                  | Joe Chandler & Nic Wegener    | 2019. március 18. 2019. november 11. | 0,70 millió | 1519          |
| 254. | 20. | Biztonsági rend-Stan (Funnyish Games)                   | Josue Cervantes                | Kirk J. Rudell                | 2019. március 25. 2019. november 12. | 0,85 millió | 1520          |
| 255. | 21. | Fleabiscuit (Fleabiscuit)                               | Shawn Murray                   | Teresa Hsiao                  | 2019. április 1. 2019. november 13.  | 0,74 millió | 1521          |
| 256. | 22. | A bóraxé a jövő (The Future is Borax)                   | Rodney Clouden                 | Brett Cawley & Robert Maitia  | 2019. április 8. 2019. november 14.  | 0,75 millió | 1522          |

## Fordítás
Ez a szócikk részben vagy egészben  a   List of American Dad! episodes című angol Wikipédia-szócikk ezen változatának fordításán alapul.  Az eredeti cikk szerkesztőit annak laptörténete sorolja fel. Ez a jelzés csupán a megfogalmazás eredetét és a szerzői jogokat jelzi, nem szolgál a cikkben szereplő információk forrásmegjelöléseként.